# Presbyterian Blue Hose

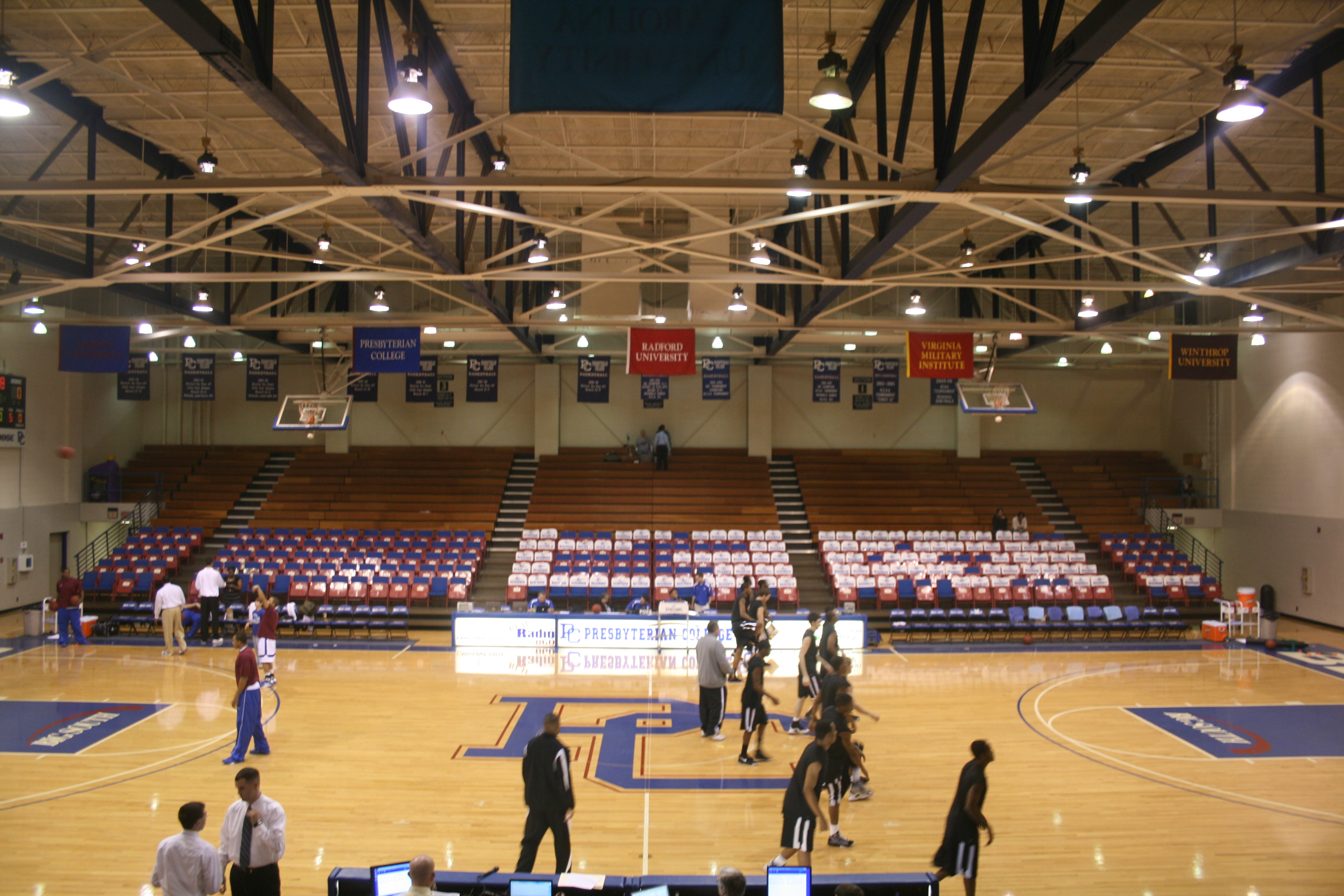
Templeton Center

Presbyterian College Blue Hose (en español, Calzas azules del Colegio Presbiteriano), es la denominación de los equipos deportivos del Presbyterian College, institución académica ubicada en Clinton, Carolina del Sur. Los Blue Hose participan en las competiciones universitarias organizadas por la NCAA, y forman parte de la Big South Conference desde 2007.

## Apodo y mascota
El apodo de calzas azules proviene de principios del siglo XX, cuando los cronistas deportivos de la época se referían a los equipos del Presbyterian College como leotardos azules (blue stockings) en referencia a los calcetines largos de dicho color que llevaban. A menudo en dichas crónicas se empleaba en lugar de leotardos la palabra calzas. Los estudiantes hicieron oficial el apodo en la década de los 50.

## Programa deportivo
Los Blue Hose compiten en 8 deportes masculinos y en 9 femeninos:
| Masculino: - Baloncesto - Béisbol - Campo a través - Fútbol - Fútbol americano - Golf - Lucha - Tenis | Femenino: - Baloncesto - Campo a través - Fútbol - Golf - Lacrosse - Lucha - Tenis - Sóftbol - Voleibol |

## Instalaciones deportivas
- Templeton Physical Education Center es donde disputan sus partidos los equipos de baloncesto y voleibol. Fue inaugurado en 1975 y tiene una capacidad para 2.300 espectadores.[2]
- Bailey Memorial Stadium, es donde disputa sus encuentros el equipo de fútbol americano. Fue inaugurado en 2002 y tiene una capacidad para 6.500 espectadores.[3]